# Fabienne Reuteler
Fabienne Reuteler (ur. 2 września 1979 w Uster) – szwajcarska snowboardzistka, brązowa medalistka igrzysk olimpijskich i mistrzostw świata.

## Kariera
Pierwszy raz na arenie międzynarodowej pojawiła się w 1999 roku, startując na mistrzostwach świata juniorów w Seiser Alm, zdobywając złoty medal w halfpipe’ie. Był to jej jedyny start na imprezie tego cyklu.
W zawodach Pucharu Świata zadebiutowała 18 listopada 2000 roku w Tignes, gdzie zajęła czwarte miejsce w halfpipe’ie. Tym samym już w swoim debiucie wywalczyła pierwsze pucharowe punkty. Pierwszy raz na podium zawodów tego cyklu stanęła 16 marca 2001 roku w Ruka, wygrywając rywalizację w tej samej konkurencji. W zawodach tych wyprzedziła Kjersti Buaas z Norwegii i Annę Hellman ze Szwecji. Jeszcze trzy razy stawała na podium zawodów PŚ: 9 stycznia 2002 roku w Arosie wygrała, 1 grudnia 2002 roku w Laax była trzecia, a 5 grudnia 2003 roku w Tandådalen zajęła drugie miejsce w halfpipe’ie. Najlepsze wyniki osiągnęła w sezonie 2000/2001, kiedy to zajęła 41. miejsce w klasyfikacji generalnej, a w klasyfikacji halfpipe’a była dziewiąta.
W 2002 roku wystartowała na igrzyskach olimpijskich w Salt Lake City, zdobywając brązowy medal w swej koronnej konkurencji. Lepsze okazały się tam jedynie Kelly Clark z USA i Francuzka Doriane Vidal. Wynik ten powtórzyła na rozgrywanych rok później mistrzostwach świata w Kreischbergu, tym razem plasując się za Vidal i Austriaczką Nicolą Pederzolli. Była też czwarta podczas mistrzostw świata w Madonna di Campiglio w 2001 roku, gdzie walkę o podium przegrała z Sari Grönholm z Finlandii.
W 2004 r. zakończyła karierę.

## Osiągnięcia

### Igrzyska olimpijskie
| Miejsce | Dzień     | Rok  | Miejscowość    | Konkurencja | Zwyciężczyni |
| ------- | --------- | ---- | -------------- | ----------- | ------------ |
| 3.      | 10 lutego | 2002 | Salt Lake City | Halfpipe    | Kelly Clark  |

### Mistrzostwa świata
| Miejsce | Dzień       | Rok  | Miejscowość          | Konkurencja | Zwyciężczyni  |
| ------- | ----------- | ---- | -------------------- | ----------- | ------------- |
| 4.      | 27 stycznia | 2001 | Madonna di Campiglio | Halfpipe    | Doriane Vidal |
| 3.      | 16 stycznia | 2003 | Kreischberg          | Halfpipe    | Doriane Vidal |

### Puchar Świata

#### Miejsca w klasyfikacji generalnej
- sezon 2000/2001: 41.
- sezon 2001/2002: -
- sezon 2002/2003: -
- sezon 2003/2004: -

#### Miejsca na podium
1. Ruka – 16 marca 2001 (halfpipe) - 1. miejsce
2. Arosa – 9 stycznia 2002 (halfpipe) - 1. miejsce
3. Laax – 1 grudnia 2002 (halfpipe) - 3. miejsce
4. Tandådalen – 5 grudnia 2003 (halfpipe) - 2. miejsce